# Grad Buren
Grad Buren je je nekdanji grad v občini Buren v nizozemski provinci Gelderland , ki leži zahodno od mesta Buren. Grad je bil eden največjih gradov na Nizozemskem. Grad je vlada leta 1804 prodala za rušenje. Danes je na mestu, kjer je bil most do zunanjega obora, le spomenik .

## Zgodovina
Najstarejša omemba gradu je iz leta 1298. Vitez Oto, posestnik Burena, in njegov sin Allard sta morala grad odstopiti Reinaldu I. Gelderskemu grofu. Smeli pa so ostati na gradu kot vazali grofa in kasneje vojvode Gelderskega. 
Po dedovanju gradu in gospostva preko poroke so v posest gradu in gospostva v 15. stoletju prišli gospodje Egmontski, ki so bili na tej posesti povišani v grofe oziroma je bilo gospostvo povzdignjeno v Grofijo Buren. Egmontski so grad povečali. Grad je bil močno poškodovan v letih 1572/1573, ko so mesto in grad zavzeli Španci. Po letu 1630 je grad obnovil princ Friderik Henrik Oranski. Po smrti Friderika Henrika grad ni bil več naseljen in je propadal. V letih 1672 in 1795 so grad zavzele francoske čete.
Leta 1795 so posest Oranskih zaplenili Francozi. Končno se je vlada leta 1804 odločila, da bo grad prodala za rušenje. Z izkupičkom kamenja so obnovili druge hiše ali zgradili povsem nove hiše. Te hiše se zdaj v Burenu pogosto imenujejo "grajske hiše". Tudi mestno obzidje je obnovljeno s kamni z gradu.
Grajski park je še danes prepoznaven na letalskih posnetkih. Kanali in obzidje so še vedno prisotni. Danes je na zemljišču, na katerem je stal grad, pokopališče, teniško igrišče in park.

## Galerija slik
- Tloris in pregled: pogled na mesto in grad iz ptičje perspektive po risbi Dan. Specklin.
- Pogled na velikost gradu glede na mesto na načrtu iz 15. stoletja po Jakobu van Deventerju.
- Slika, ki prikazuje grad v 17. stoletju, avtor Jan Abrahamsz Beerstraaten.
- Na vrhu vhod na posestvo iz leta 1719, zadnja ruševina, porušena leta 1883; pod gradom okoli 1728-1735; avtor Abraham Rademaker.
- Ostanki, najdeni na mestu gradu.
- Kanal, ki je obdajal grad s pokopališčem.
- Spomenik, ki spominja na prisotnost starega gradu.
- Park, ki je nadomestil grad.
- Skupina hiš t.i. Grajskih hiš.